# Семинар
Семинарът е форма на обучение, обикновено провеждана в университет.
Участниците (студентите) са на малки групи. От тях се иска да участват активно в учебния процес. Те често трябва да пишат кратки теми и да ги представят в класа. Участниците не би следвало да са начинаещи.

## Етимология
Думата „семинар“ (на руски: семинар, на немски, английски: seminar) идва от латинската дума „seminarium“, която означава „разсадник“.
друга дума от латински „semen“ означава „семе“.
Значения:
- групови практически занимания на студенти под ръководството на преподавател
- (рядко) помещение, където се провеждат такива занимания
- (остаряло) научен институт във висше училище